# Raphy
 (mai 2010).
Si vous disposez d'ouvrages ou d'articles de référence ou si vous connaissez des sites web de qualité traitant du thème abordé ici, merci de compléter l'article en donnant les références utiles à sa vérifiabilité et en les liant à la section « Notes et références ».
Raphy est un peintre français d'origine arménienne, né le 9 novembre 1926 à Neuilly-sur-Marne et mort le 27 mars 2022 à Saint-Nazaire.

## Biographie
À la fin des années 1950, il est formé par Henri-Georges Adam qui travailla avec Giacometti et Picasso. Jusqu'à la fin des années 1960, il peint sans exposer.
À partir du début des années 1970, il est invité par Henri Héraut et expose au Salon des artistes français de 1972 à 1980 et au Salon d'automne. Son œuvre fait également l'objet de plusieurs expositions personnelles à Paris, en particulier à la Galerie Ars Magna et à la Galerie R.G. 
En 1978, Michel Boutin, le directeur de L'Amateur d'Art lui consacre à deux reprises la couverture de sa revue et rend un vibrant hommage à sa peinture qui "empoigne immédiatement le spectateur par la perfection de sa technique".
En 1984, la Ville de Paris lui commande une importante mosaïque afin de décorer la piscine d'initiation de l’école de la rue Vitruve dans le 20e arrondissement de la capitale.

Mosaïque du bassin d'initiation de la rue Vitruve à Paris
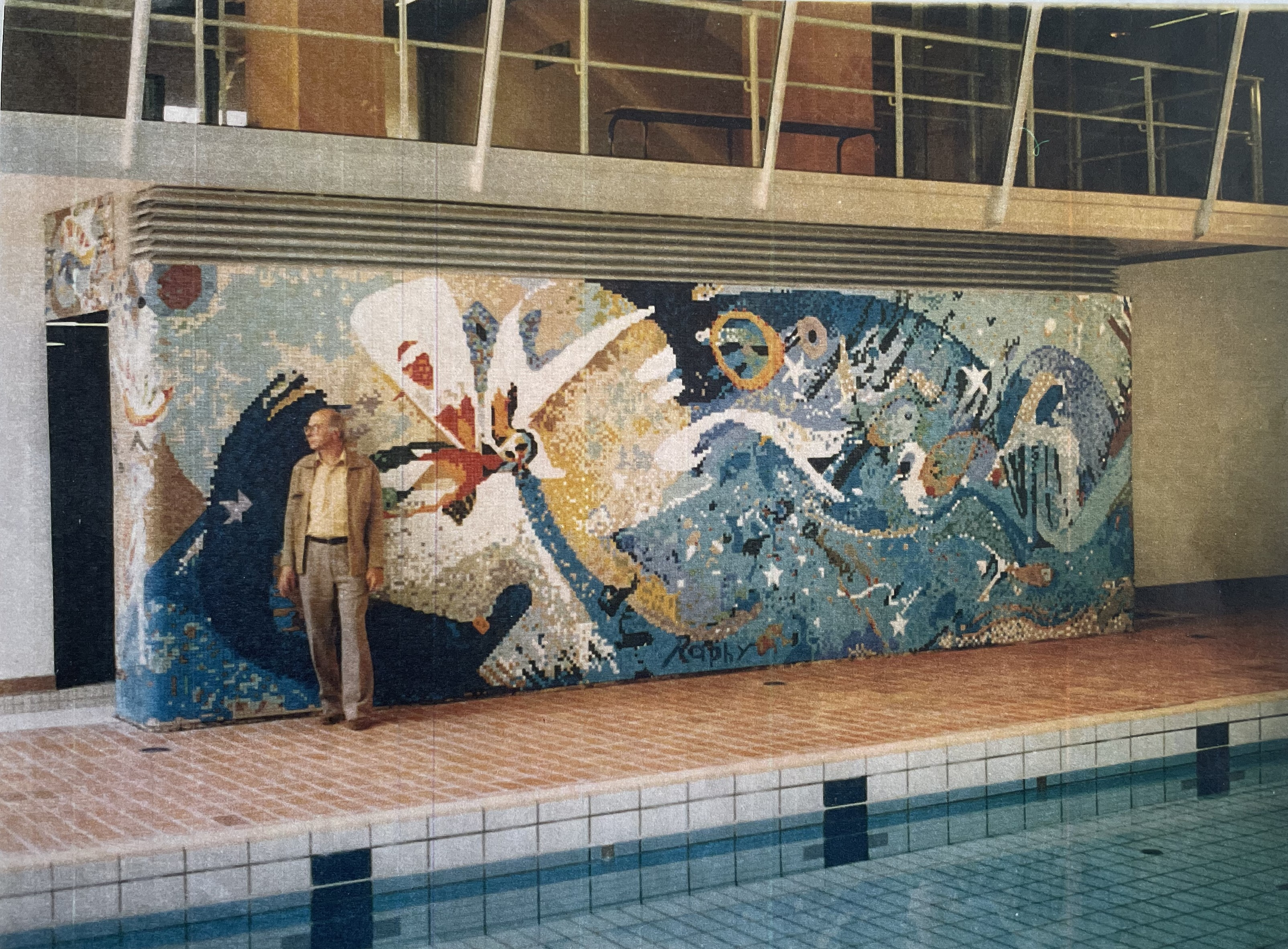

En 1988, Raphy se voit décerner le Grand Prix de France des Arts plastiques.
Cet artiste qui peint au pinceau et au couteau développe dans ses tableaux son propre style abstrait tout en laissant apparaître quelques élans figuratifs. 
Son atelier est installé à La Baule depuis 1984.

## Récompenses
- 1970 Prix du Conseil général de la Seine-Saint-Denis
- 1972 Mention Au Salon Des Artistes Français Paris, France
- 1973 Prix de peinture de Sevran
- 1973 Prix De L’académie Européenne Des Arts France
- 1974 Médaille d’Argent de la ville de Villemomble
- 1974 Prix de composition - Noisy-le-sec
- 1975 Premier Grand Prix du Conseil municipal de Clichy-sous-bois
- 1975 Grand Prix de la galerie d’Art du Raincy
- 1979 Prix “Signatures” - Légion Violette France
- 1979 Médaille d’Or de la ville de Montfermeil
- 1981 Invité d’honneur à Douai (Hôtel de ville)
- 1984 Médaille de La Ville De Paris Paris - échelon Argent, France
- 1986 Grand Prix de peinture de la ville de La Baule
- 1988 Grand Prix De France Des Arts Plastiques France
- 1990 Deuxième Grand Prix avec mention de Benodet
- 1992 Premier Prix Du Festival d’art De Biarritz Biarritz, France
- 1993 Invité d’honneur à St Michel Chef Chef
- 1994 Médaille d’Honneur de la ville de La Baule
- 1998 Médaille d’honneur de la ville de la S.L.A.B. La Baule
- 2000 Invité d’honneur au Salon d’Automne de la S.L.A.B. La Baule
- 2007 Diplôme d'Honneur - Salon de Printemps S.L.A.B. La Baule

### Expositions de groupes
- 1971	Salon d'Automne	- Paris
- 1972	Salon d'Automne	- Paris
- 1972	Salon des Artistes Français	- Paris
- 1973	Salon d'Automne	- Paris
- 1973	Salon des Artistes Français	- Paris
- 1974	Salon des Artistes Français	- Paris
- 1975	Salon d'Automne	- Paris
- 1975	Salon des Artistes Français	- Paris
- 1976	Salon des Artistes Français	- Paris
- 1977	Salon des Artistes Français	- Paris
- 1978	Salon d'Automne	- Paris
- 1978	Salon des Artistes Français	- Paris
- 1979	Salon des Artistes Français	- Paris
- 1980	Salon d'Automne	- Paris
- 1980	Salon des Artistes Français	- Paris
- 1982	Salon d'Automne	- Paris
- 1991	Salon d'Automne	- Paris
- 1992	Salon d'Automne	- Paris
- 1993	Salon d'Automne	- Paris
- 1994	Salon d'Automne	- Paris